# Chiasmetes limae
Chiasmetes limae är en skalbaggsart som först beskrevs av Guérin-Méneville 1830.  Chiasmetes limae ingår i släktet Chiasmetes och familjen långhorningar. Inga underarter finns listade i Catalogue of Life.